# Sintagma
Un sintagma és un conjunt de mots que mantenen una relació de significat en el moment de la seva pronunciació o escriptura. Una oració no és una seqüència lineal de paraules, sinó que aquestes hi apareixen formant aplecs que tenen una unitat de funcionament; d'aquests conjunts de mots se'n diu sintagmes. Els sintagmes són les parts en què es pot dividir tota l'oració, i n'admeten de subordinats als principals. A més, són un dels principals objectes d'estudi de la Sintaxi. El terme és propi de l'estructuralisme.

## Estructura dels sintagmes
El "sintagma" és una unitat de funció, és a dir, una o diverses paraules que exerceixen una funció unitària dins de l'oració. Hi ha tants tipus de sintagmes com classes de paraules autònomes, segons sigui el nucli es distingeix entre sintagmes nominals (SN); sintagmes adjectius (SAdj), sintagmes adverbials (SAdv) i sintagmes verbals (SV), constituïts per substantius, adjectius, adverbis i verbs respectivament funcionant com a nuclis (N) del sintagma.

## Relacions sintagmàtiques
Hi ha tres tipus bàsics de relacions sintagmàtiques, tant a dins del mateix sintagma com entre els elements d'una frase: la hipotaxi o subordinació, la parataxi o coordinació i la concordança.
Un sintagma és una unitat gramatical menor que l'oració i major que la paraula. A l'interior del sintagma es donen un seguit de funcions que tenen caràcter secundari respecte de les primàries o sintàctiques que tenen lloc en el marc de cada oració.

## Classes de sintagmes
Els sintagmes presents en la major part de les llengües romàniques són:
- Sintagma nominal (en què el nucli és un nom).
- Sintagma verbal (en què el nucli és un verb).
- Sintagma preposicional (Sintagma Nominal precedit d'una preposició).
- Sintagma adjectival (en què el nucli és un adjectiu).
- Sintagma adverbial (en què el nucli és un adverbi).

Recentment s'han proposat sintagmes que fan referència a la funció i no a la categoria gramatical més notable del grup, així es parla de sintagma determinant, sintagma complement o sintagma de temps, sense que hi hagi unanimitat entre els estudiosos tocant a l'acceptació d'aquests sintagmes.